# Scottish FA Cup 2010/11
Der Scottish FA Cup wurde 2010/11 zum 126. Mal ausgespielt. Der schottische Pokalwettbewerb begann am 25. September 2010 und endete mit dem Finale am 21. Mai 2011, in dem sich Celtic Glasgow mit 3:0 gegen Motherwell FC durchsetzte. Der Pokalsieger ist für die Playoff-Runde der UEFA Europa League 2011/12 startberechtigt.

## 1. Runde
Ausgetragen wurden die Begegnungen am 25. September 2010. Die Wiederholungsspiele fanden am 2. Oktober 2010 statt.
|                         | Ergebnis |                         |
| ----------------------- | -------- | ----------------------- |
| Golspie Sutherland      | 2:2      | FC Fort William         |
| FC Rothes               | 2:2      | Nairn County            |
| Civil Service Strollers | 1:2      | Wigtown & Bladnoch      |
| Edinburgh City          | 1:0      | Clachnacuddin F.C.      |
| Glasgow University      | 1:0      | Burntisland Shipyard    |
| Beith Juniors           | 2:0      | Linlithgow Rose         |
| FC Coldstream           | 1:3      | Forres Mechanics        |
| FC Fraserburgh          | 3:3      | St. Cuthbert Wanderers  |
| Hawick Royal Albert     | 0:3      | Dalbeattie Star         |
| FC Newton Stewart       | 1:1      | Preston Athletic        |
| Edinburgh University    | 2:2      | Brora Rangers           |
| FC Deveronvale          | 0:0      | FC Inverurie Loco Works |
| FC Lossiemouth          | 0:2      | Whitehill Welfare       |
| FC Vale of Leithen      | 1:3      | FC Keith                |
| FC Huntly               | 2:2      | FC Girvan               |
| FC Selkirk              | 1:6      | Bo’ness United          |
| Gala Fairydean Rovers   | 1:6      | FC Sunnybank            |

### Wiederholungsspiele
|                         | Ergebnis |                      |
| ----------------------- | -------- | -------------------- |
| FC Fort William         | 2:3      | Golspie Sutherland   |
| Nairn County            | 4:1      | FC Rothes            |
| St. Cuthbert Wanderers  | 3:1      | FC Fraserburgh       |
| Preston Athletic        | 3:0      | FC Newton Stewart    |
| Brora Rangers           | 2:1      | Edinburgh University |
| FC Inverurie Loco Works | 0:5      | FC Deveronvale       |
| FC Girvan               | 2:1      | FC Huntly            |

## 2. Runde
Ausgetragen wurden die Begegnungen am 23. Oktober 2010. Die Wiederholungsspiele fanden am 30. Oktober und 1. November 2010 statt.
|                    | Ergebnis |                        |
| ------------------ | -------- | ---------------------- |
| FC Deveronvale     | 1:0      | Dalbeattie Star        |
| Forres Mechanics   | 0:0      | FC East Stirlingshire  |
| Preston Athletic   | 0:0      | Annan Athletic         |
| FC Clyde           | 1:2      | Berwick Rangers        |
| Wigtown & Bladnoch | 1:7      | Buckie Thistle         |
| Beith Juniors      | 7:1      | Glasgow University     |
| Nairn County       | 0:1      | Cove Rangers           |
| FC Keith           | 0:3      | FC Spartans            |
| FC Stranraer       | 9:0      | St. Cuthbert Wanderers |
| Bo’ness United     | 2:1      | FC Queen’s Park        |
| Golspie Sutherland | 1:1      | FC Girvan              |
| FC Montrose        | 1:1      | FC Arbroath            |
| Albion Rovers      | 0:1      | FC Sunnybank           |
| Edinburgh City     | 2:4      | Threave Rovers         |
| Elgin City         | 5:3      | Brora Rangers          |

### Wiederholungsspiele
|                       | Ergebnis  |                    |
| --------------------- | --------- | ------------------ |
| FC Whitehill Welfare  | 4:3       | Wick Academy       |
| FC East Stirlingshire | 4:0       | Forres Mechanics   |
| Annan Athletic        | 5:0       | Preston Athletic   |
| FC Arbroath           | 2:3 n. V. | FC Montrose        |
| FC Girvan             | 4:0       | Golspie Sutherland |

## 3. Runde
Ausgetragen wurden die Begegnungen am 20. November 2010. Die Wiederholungsspiele fanden am 4. und 12. Januar 2011 statt.
|                  | Ergebnis |                       |
| ---------------- | -------- | --------------------- |
| Bo’ness United   | 0:2      | Buckie Thistle        |
| FC Peterhead     | 2:0      | FC Cowdenbeath        |
| Ross County      | 4:1      | FC Deveronvale        |
| FC East Fife     | 3:1      | Forfar Athletic       |
| FC Spartans      | 1:2      | FC East Stirlingshire |
| Stirling Albion  | 1:3      | Partick Thistle       |
| Cove Rangers     | 0:3      | Berwick Rangers       |
| FC Stenhousemuir | 2:2      | Threave Rovers        |
| Brechin City     | 2:2      | Annan Athletic        |
| Airdrie United   | 2:2      | Beith Juniors         |
| FC Dumbarton     | 1:2      | Greenock Morton       |
| Alloa Athletic   | 4:2      | Raith Rovers          |
| FC Montrose      | 3:1      | FC Whitehill Welfare  |
| Ayr United       | 5:0      | FC Sunnybank          |
| Elgin City       | 2:1      | FC Livingston         |
| FC Stranraer     | 4:2      | FC Girvan             |

### Wiederholungsspiele
|                | Ergebnis |                  |
| -------------- | -------- | ---------------- |
| Beith Juniors  | 3:4      | Airdrie United   |
| Annan Athletic | 2:5      | Brechin City     |
| Threave Rovers | 1:5      | FC Stenhousemuir |

## 4. Runde
Ausgetragen wurden die Begegnungen vom 8. bis zum 11. Januar sowie am 18. und 19. Januar 2011. Die Wiederholungsspiele fanden am 18. und 25. Januar 2011 statt. In dieser Runde kam es zur Wiederauflage des Endspiels des vorigen Jahres, dabei konnte Dundee United im Wiederholungsspiel im Elfmeterschießen erneut gegen Ross County FC gewinnen.
|                              | Ergebnis |                      |
| ---------------------------- | -------- | -------------------- |
| FC Aberdeen                  | 6:0      | FC East Fife         |
| Dundee United                | 0:0      | Ross County          |
| FC Montrose                  | 2:2      | Dunfermline Athletic |
| Hibernian Edinburgh          | 0:0      | Ayr United           |
| Hamilton Academical          | 2:0      | Alloa Athletic       |
| FC St. Mirren                | 0:0      | FC Peterhead         |
| Inverness Caledonian Thistle | 2:0      | Elgin City           |
| FC Dundee                    | 0:4      | FC Motherwell        |
| Berwick Rangers              | 0:2      | Celtic Glasgow       |
| Glasgow Rangers              | 3:0      | FC Kilmarnock        |
| Heart of Midlothian          | 0:1      | FC St. Johnstone     |
| Queen of the South           | 1:2      | Brechin City         |
| FC Falkirk                   | 2:2      | Partick Thistle      |
| Greenock Morton              | 2:2      | Airdrie United       |
| FC Stenhousemuir             | 0:0      | FC Stranraer         |
| FC East Stirlingshire        | 1:0      | Buckie Thistle       |

### Wiederholungsspiele
|                      | Ergebnis        |                     |
| -------------------- | --------------- | ------------------- |
| FC Peterhead         | 1:6             | FC St. Mirren       |
| Ross County          | 0:0 (3:4 i. E.) | Dundee United       |
| Ayr United           | 1:0             | Hibernian Edinburgh |
| Dunfermline Athletic | 5:3             | FC Montrose         |
| Partick Thistle      | 1:0             | FC Falkirk          |
| Airdrie United       | 2:5             | Greenock Morton     |
| FC Stranraer         | 4:3             | FC Stenhousemuir    |

## Achtelfinale
Ausgetragen wurden die Begegnungen am 5., 6. und 9. Februar 2011, das Wiederholungsspiel fand am 2. März 2011 statt.
|                              | Ergebnis |                      |
| ---------------------------- | -------- | -------------------- |
| Hamilton Academical          | 1:3      | Dundee United        |
| Buckie Thistle               | 0:2      | Brechin City         |
| Ayr United                   | 1:2      | FC St. Mirren        |
| Inverness Caledonian Thistle | 5:1      | Greenock Morton      |
| FC Stranraer                 | 0:2      | FC Motherwell        |
| Glasgow Rangers              | 2:2      | Celtic Glasgow       |
| FC Aberdeen                  | 1:0      | Dunfermline Athletic |
| FC St. Johnstone             | 2:0      | Partick Thistle      |

### Wiederholungsspiel
|                | Ergebnis |                 |
| -------------- | -------- | --------------- |
| Celtic Glasgow | 1:0      | Glasgow Rangers |

## Viertelfinale
Ausgetragen wurden die Begegnungen am 12., 13. und 16. März 2011. Die Wiederholungsspiele fanden am 16., 22. und 30. März 2011 statt.
|                              | Ergebnis |                  |
| ---------------------------- | -------- | ---------------- |
| FC St. Mirren                | 1:1      | FC Aberdeen      |
| Brechin City                 | 2:2      | FC St. Johnstone |
| Dundee United                | 2:2      | FC Motherwell    |
| Inverness Caledonian Thistle | 1:2      | Celtic Glasgow   |

### Wiederholungsspiele
|                  | Ergebnis |               |
| ---------------- | -------- | ------------- |
| FC Aberdeen      | 2:1      | FC St. Mirren |
| FC St. Johnstone | 1:0      | Brechin City  |
| FC Motherwell    | 3:0      | Dundee United |

## Halbfinale
Ausgetragen wurden die Begegnungen am 16. und 17. April 2011.
|               | Ergebnis |                  |
| ------------- | -------- | ---------------- |
| FC Motherwell | 3:0      | FC St. Johnstone |
| FC Aberdeen   | 0:4      | Celtic Glasgow   |

## Finale
| FC Motherwell                                                      | FC Motherwell | Celtic Glasgow | Celtic Glasgow |
| ------------------------------------------------------------------ | --- | --- | -------------- |
| FC Motherwell                                                      | \| Samstag, 21. Mai 2011 um 15:00 Uhr (BST) in Glasgow (Hampden Park) \| \| Ergebnis: 0:3 (0:1) \| \| Zuschauer: 49.618 \| \| Schiedsrichter: Calum Murray \| \| Spielbericht \|                                                                            | \| Samstag, 21. Mai 2011 um 15:00 Uhr (BST) in Glasgow (Hampden Park) \| \| Ergebnis: 0:3 (0:1) \| \| Zuschauer: 49.618 \| \| Schiedsrichter: Calum Murray \| \| Spielbericht \|                                                                                                | Celtic Glasgow |
| FC Motherwell                                                      | Darren Randolph – Tom Hateley, Stephen Craigan, Gavin Gunning, Shaun Hutchinson, Steven Hammell (72. Francis Jeffers) – Chris Humphrey, Keith Lasley, Steve Jennings – Jamie Murphy (80. Steve Jones), John Sutton Cheftrainer: Stuart McCall ( Schottland) | Fraser Forster – Mark Wilson, Glenn Loovens, Daniel Majstorović, Emilio Izaguirre – Kris Commons (81. James Forrest), Charlie Mulgrew, Ki Sung-yong, Scott Brown – Giorgos Samaras (68. Anthony Stokes), Gary Hooper (89. Paddy McCourt) Cheftrainer: Neil Lennon ( Nordirland) | Celtic Glasgow |
| FC Motherwell                                                      | 0:1 Ki Sung-yong (32.) 0:2 Stephen Craigan (76., Eigentor) 0:3 Charlie Mulgrewn (88.) | | Celtic Glasgow |
| FC Motherwell                                                      | Keith Lasley (15.), Stephen Craigan (69.) | Daniel Majstorović (10.), Scott Brown (19.), Ki Sung-yong (31.) | Celtic Glasgow |
| FC Motherwell                                                      | Spieler des Spiels: Ki Sung-yong | | Celtic Glasgow |
| Samstag, 21. Mai 2011 um 15:00 Uhr (BST) in Glasgow (Hampden Park) | | |                |
| Ergebnis: 0:3 (0:1)                                                | | |                |
| Zuschauer: 49.618                                                  | | |                |
| Schiedsrichter: Calum Murray                                       | | |                |
| Spielbericht                                                       | | |                |